# Nadzeya Ostapchuk
Nadzeya Ostapchuk (em bielorrusso:  Надзея Астапчук; em russo:  Надежда Остапчук, Nadezhda Ostapchuk) (Stolin, 12 de outubro de 1980) é uma atleta bielorrussa campeã mundial especializada no arremesso de peso.
Campeã mundial júnior em 1998, aos 18 anos, e desde 2001 considerada uma das melhores arremessadoras de peso do mundo, conseguiu reconhecimento internacional com a medalha de prata no Mundial de Paris 2003. Foi quarta colocada na modalidade em sua primeira participação olímpica, em Atenas 2004 e em  Helsinque 2005 conquistou a medalha de ouro e o título mundial, seguido de uma medalha de bronze em Pequim 2008 e um título europeu em 2010.

## Ouro olímpico e desclassificação
Depois das três medalhas de prata em campeonatos mundiais e do bronze olímpico em Pequim 2008, finalmente Ostapchuk conseguiu o título de campeã olímpica em Londres 2012, com um arremesso de 21,36 m, que lhe deu a medalha de ouro da modalidade.
Entretanto, em 13 de agosto, dois dias após os encerramento dos Jogos, Ostapchuk foi desqualificada sendo-lhe retirada a medalha, depois de  testes de doping feitos durante as Olimpíadas terem indicado a presença do esteroide anabolizante metenolona em seu organismo. A medalhista de prata nesta prova e campeã olímpica em Pequim 2008, Valerie Vili, da Nova Zelândia, herdou a medalha de ouro de Ostapchuk e tornou-se bicampeã olímpica do arremesso de peso.
A substância proibida foi adicionada às refeições da atleta sem seu conhecimento, no período imediatamente anterior aos Jogos, por seu técnico Alexander Yefimov, preocupado com o baixo rendimento da atleta durante os treinamentos. Em consequência do teste positivo, a Federação Bielorrussa de Atletismo suspendeu Ostapchuk por apenas um ano de todas as competições, considerando seu caso excepcional. Yefimov foi suspenso por quatro anos pela NADA, a agência anti-doping bielorrussa.